# زاروکی
زاروکی، روستایی از توابع بخش اسماعیلی شهرستان جیرفت در استان کرمان ایران است.

## کشاورزی
```
1-خرما از  لذيذترين محصولات روستای زاروکی است و مهم ترین محصول این روستا از نظر اقتصادی!
```

```
2-كشت جاليزي كه شامل سیب ، پیاز ، خيارسبز ، هندوانه ، گوجه فرنگي ، بادمجان  ، كدو و... انواع سبزيها است.
```

## جمعیت
این روستا در ۴۵ کلیومتری جیرفت قرار دارد و براساس سرشماری مرکز آمار ایران در سال ۱۳۸۵، جمعیت آن ۲۶۹ نفر (۴۵خانوار) بوده‌است.

روح آسمانی: (امین رضا اقتدار نژاد، ایرج اقتدار نژاد، فرهاد پیلسته)